# Hardcore Holly
Robert William "Bob" Howard (* 29. ledna 1963, Grants Pass) je americký profesionální wrestler. Je znám spíše pod svým ring name Hardcore Holly.

## Biografické informace
- Narozen: 29. leden 1963, Grants Pass, USA
- Ring names: Bob Howard, Thurman Sparky Plug, Sparky Plugg, Bob Holly, Bombastic Bob Holly, Hardcore Holly
- Váha: 107 kg
- Výška: 183 cm
- Podle storyline pochází z: Mobile, USA
- debut: 1987
- trénován: Stan Frazier, Eddie Sullivan, Rip Tyler
- člen brandu: RAW

### Dosažené tituly
- KP Championship (1krát)
- UTL Lights Out Championship (1krát)
- NWA World Tag Team Championship (1krát)
- WWF Hardcore Championship (6krát)
- WWF/WWE World Tag Team Championship (3krát)
- WWF World Tag Team Championship Tournament (1995)
- WWO Tag Team Championship (1krát)
- WWO United States Heavyweight Championship (1krát)
- 391. místo podle PWI mezi všemi wrestlery (2003)